# لورين آش
لورين آش هي ممثلة كندية، ولدت في 4 فبراير 1983 ببيلفي في كندا.

## أعمال

### أفلام
- (2007) لارس والفتاة الحقيقية[4]
- (2015)  شرطي المجمع التجاري 2[5][6]

## وصلات خارجية
- لورين آش على موقع IMDb (الإنجليزية)
- لورين آش على موقع ألو سيني (الفرنسية)
- لورين آش على موقع أول موفي (الإنجليزية)
- لورين آش على موقع قاعدة بيانات الأفلام السويدية (السويدية)
- لورين آش على موقع قاعدة بيانات الفيلم (الإنجليزية)
- لورين آش على موقع كينوبويسك (الروسية)